# Funny How Sweet Co-Co Can Be
Funny How Sweet Co-Co Can Be är det brittiska glamrockbandet Sweets debutalbum. Det utkom i november 1971. "Funny Funny" och "Co-Co" släpptes som singlar.

## Låtlista
Samtliga låtar skrivna av Nicky Chinn och Mike Chapman, om inte annat anges.
1. "Co-Co" - 3:13
2. "Chop Chop" - 3:00
3. "Reflections" (Lamont Dozier/Eddie Holland/Brian Holland) - 2:52
4. "Honeysuckle Love" (Andy Scott/Brian Connolly/Mick Tucker/Steve Priest) - 2:56
5. "Santa Monica Sunshine" - 3:27
6. "Daydream" (John Sebastian) - 3:13
7. "Funny Funny" - 2:49
8. "Tom Tom Turnaround" - 4:07
9. "Jeanie" (Andy Scott/Brian Connolly/Mick Tucker/Steve Priest) - 2:58
10. "Sunny Sleeps Late" - 2:59
11. "Spotlight" (Andy Scott/Brian Connolly/Mick Tucker/Steve Priest) - 2:46
12. "Done Me Wrong Alright" (Andy Scott/Brian Connolly/Mick Tucker/Steve Priest) - 2:54

## Medverkande
- Brian Connolly - sång
- Steve Priest - bas, munspel, sång
- Mick Tucker - trummor, sång
- Andy Scott - gitarr, synth, sång

## Listplaceringar
| Titel                        | Listpositioner | Listpositioner | Listpositioner | Listpositioner | Listpositioner | Listpositioner | Listpositioner | Listpositioner |
| Titel                        | AUS            | BEL            | FIN            | GBR            | GER            | NLD            | NOR            | SWZ            |
| ---------------------------- | -------------- | -------------- | -------------- | -------------- | -------------- | -------------- | -------------- | -------------- |
| Funny How Sweet Co-Co Can Be | -              | -              | 1              | -              | -              | -              | -              | -              |
| Funny Funny                  | 93             | 1              | 5              | 13             | 5              | 1              | 2              | -              |
| Co-Co                        | 42             | 1              | 15             | 2              | 1              | 3              | 2              | 1              |